# Natasha Parry
Natasha Parry (Londres, 2 de diciembre de 1930-La Baule, 22 de julio de 2015), fue una actriz británica.
Hija de Gordon Parry. Contrajo matrimonio con Peter Brook en 1951 y fue madre de la actriz y directora Irina y de Simón Brook. Subió por primera vez a las tablas a los 12 años. Fue parte de varias de las obras  entre ellas "El rey Lear" en 1953.
Falleció de en 2015, a los 84 años.

## Filmografía
- 1950, Dance Hall
- 1952, Crow Hollow
- 1953, King Lear .... como Cordelia
- 1954, Knave of Hearts
- 1957, Windom's Way
- 1960, The Rough and the Smooth
- 1960, Midnight Lace
- 1963, Girl in the Headlines
- 1969, Romeo y Julieta
- 1969, ¡Oh, qué guerra tan bonita!
- 1979, Meetings with Remarkable Men
- 1981, El jardín de los cerezos
- 1982, Le Lit
- 2014, Le goût des myrtilles